# Schwarzau im Gebirge
Schwarzau im Gebirge osztrák mezőváros Alsó-Ausztria Neunkircheni járásában. 2019 januárjában 646 lakosa volt. 

## Elhelyezkedése

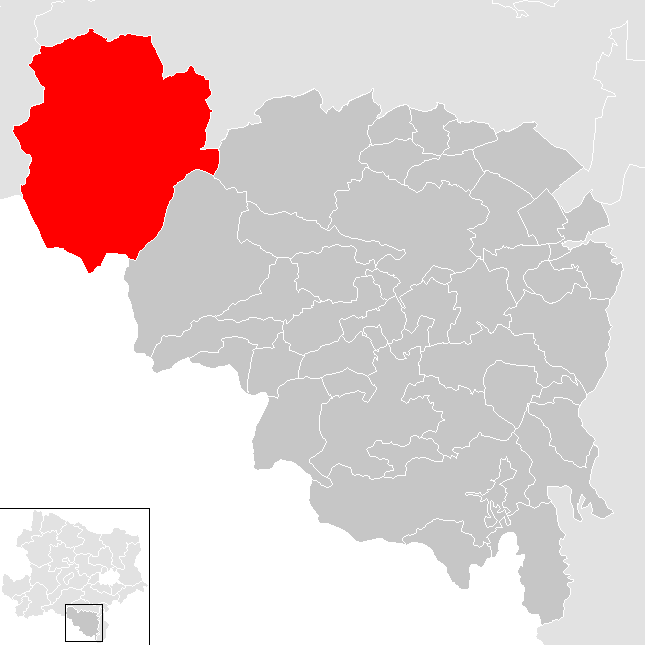
Schwarzau im Gebirge a Neunkircheni járásban

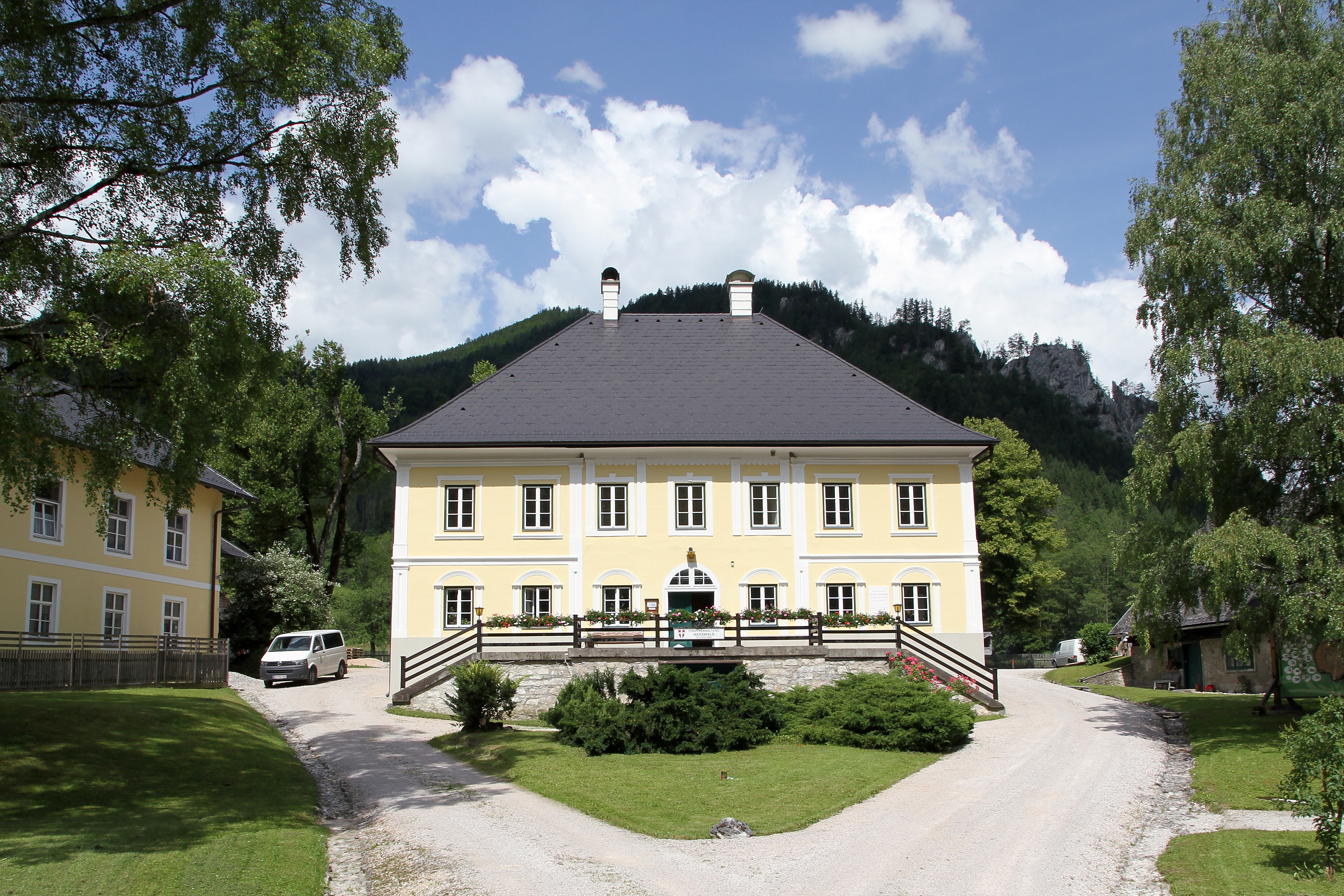
Az erdészeti hivatal épülete

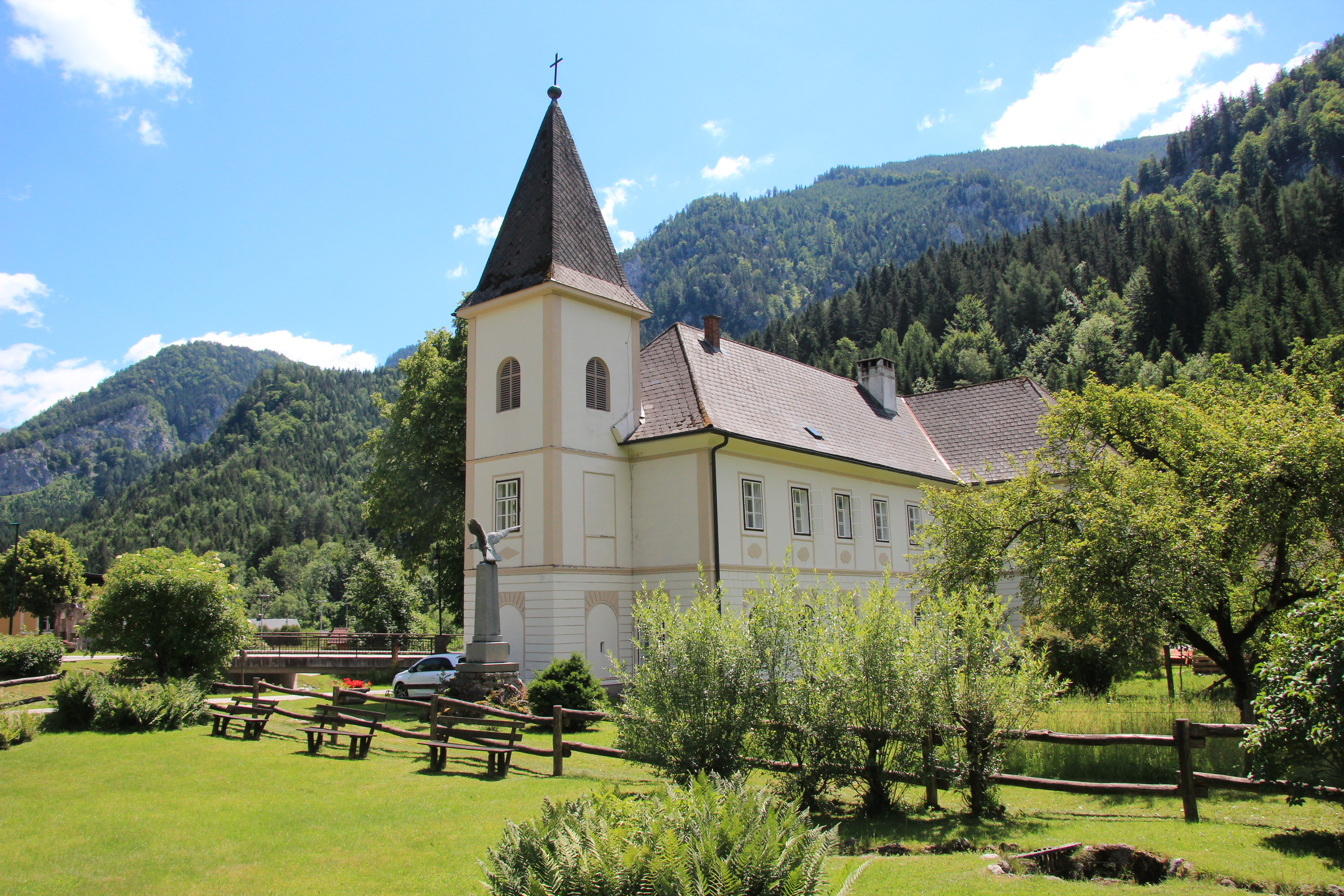
Az evangélikus templom

Schwarzau im Gebirge Alsó-Ausztria Industrieviertel régiójában fekszik a Rax és Schneeberg-hegységek között, a Schwarza folyó mentén. Területe (amely 192 km2-ével a legnagyobbak között van a tartományban) kiterjed északnyugaton a Mürzstegi-Alpokra, északkeleten pedig a Gutensteini-Alpokra is. Az önkormányzat 7 településrészt illetve falut egyesít: Gegend (54 lakos 2019-ben), Graben (216), Preintal (146), Schwarzau im Gebirge (179), Steinbruch (1), Trauch (0) és Vois (50). 
A környező önkormányzatok: keletre Puchberg am Schneeberg, délkeletre Reichenau an der Rax, délre Neuberg an der Mürz (Stájerország), északnyugatra Sankt Aegyd am Neuwalde, északra Rohr im Gebirge, északkeletre Gutenstein. 

## Története
Az ókorban a térség a schwarzenbachi kelta oppidum felügyelete alá tartozott, amely Noricum királyságának északkeleti részén a legfontosabb település volt. A római hódítás után a régiót Pannonia provinciába tagolták be. 
A falut a Traisen nemzetség alapította 1030-1050 között, akik valószínűleg Kleinzellből költöztek ide. 1194-ben a térség a Stájer Hercegséghez került. 1220 táján a falu már a gutensteini uradalom része volt és ott is maradt egészen a 19. századig. 1595-ben a Hoyos család szerezte meg az uradalmat. Ők építtették a Villa Fegenberget (a mai erdészeti hivatalt). A kastélyt és a hozzá tartozó földbirtokot 1930-ban eladták Fritz Mandl fegyvergyárosnak. 
Schwarzau nevét csak 1632-1658 között említik először az írott források, bár temploma a 13. század második negyedében épült és 1569-ben már plébániatemplomi jogokkal rendelkezett. Bécs 1529-es ostromakor a lakosok a környező erdőkbe menekültek, a törökök pedig felégették a falut és a templomot. 1784-ben gosaui favágók Naßwaldban megalapították Ausztria második legrégebbi protestáns települését. Naßwald sokat köszönhetett Geohg Hubmer vállalkozónak, aki a fakitermelésből szerzett jelentős jövedelmet és kiépítette a környék infrastruktúráját (többek között egy 430 m hosszú vizes alagutat, amellyel a vízválasztó túloldaláról is tudott fatörzseket szállítani), templomot és iskolát emeltetett a protestánsoknak.   
A falut 1927-ben villamosították egy önkormányzati tulajdonú erőmű építésével. 1963-1971 között szabályozták a Schwarzát, ennek ellenére a völgyet 1997-ben árvíz sújtotta.

## Lakosság
A Schwarzau im Gebirge-i önkormányzat területén 2019 januárjában 646 fő élt. A lakosságszám 1869 óta (akkor 2114 fő) többé-kevésbé csökkenő tendenciát mutat. 2017-ben a helybeliek 91,1%-a volt osztrák állampolgár; a külföldiek közül 1,1% a régi (2004 előtti), 6% az új EU-tagállamokból érkezett. 1,5% a volt Jugoszlávia (Szlovénia és Horvátország nélkül) vagy Törökország, 0,3% egyéb országok polgára volt. 2001-ben a lakosok 74,6%-a római katolikusnak, 11,6% evangélikusnak, 2,4% ortodoxnak, 5,3% mohamedánnak, 4,2% pedig felekezeten kívülinek vallotta magát. Ugyanekkor a német mellett (92,2%) a legnagyobb nemzetiségi csoportokat a bosnyákok (4%) és a szerbek (2,5%) alkották. 

## Látnivalók
- a Szt. Miklós-plébániatemplom
- a naßwaldi evangélikus templom
- a naßwaldi erdészeti hivatal (volt Villa Fegenberg)
- a Falkenstein-Schwarzau im Gebirge natúrpark
- a Hohe Wand–Schneeberg–Rax európai természetvédelmi terület
- az önkormányzat teljes területe a Rax–Schneeberg tájvédelmi körzetbe tartozik

## Fordítás
- Ez a szócikk részben vagy egészben  a   Schwarzau im Gebirge című német Wikipédia-szócikk ezen változatának fordításán alapul.  Az eredeti cikk szerkesztőit annak laptörténete sorolja fel. Ez a jelzés csupán a megfogalmazás eredetét és a szerzői jogokat jelzi, nem szolgál a cikkben szereplő információk forrásmegjelöléseként.